# Бедняков, Дмитрий Иванович
Дми́трий Ива́нович Бедняко́в (род. 11 октября 1952, д. Рожново, Ивановская область, РСФСР, СССР) — российский политик, советник губернатора Нижегородской области с 20 ноября 2015 года, глава администрации Нижнего Новгорода в 1991—1994 годах.

## Биография
Родился в деревне Рожново Ивановской области. В 1968 году с родителями переехал в Ярославль, где окончил среднюю школу. В 1970 году был призван в армию. С 1971 года состоял на службе в органах внутренних дел. В 1977 году окончил Высшую следственную школу МВД СССР, затем в течение пяти лет занимался следственной работой, расследуя дела, связанные с экономическими преступлениями.
В 1982 году поступил в очную аспирантуру, которую заочно окончил. В 1985 году получил диплом кандидата юридических наук. С этого же года живёт в Горьком (Нижнем Новгороде). К моменту назначения главой города работал начальником факультета профессиональной подготовки и повышения квалификации Нижегородской Высшей школы МВД СССР.

## Политическая карьера
Дмитрий Бедняков был назначен на должность Главы администрации Нижнего Новгорода 24 декабря 1991 года указом Президента России Бориса Ельцина по протекции губернатора Нижегородской области Бориса Немцова, несмотря на то, что депутаты Горсовета выступили против его кандидатуры.
Бедняков вступил в новую должность 26 декабря 1991 года, став первым главой обновлённой администрации. В 1992 году его администрация занималась либерализацией цен и «малой приватизацией», изменениями в структуре власти и разработкой новой кредитной и финансовой политики.
Также в 1992 году Бедняков занялся разработкой Устава города, принятие которого было предметом широких споров. Бедняков, будучи сторонником Устава, вынес в начале 1994 года вопрос его принятия на референдум. Главным противником принятия Устава стал Борис Немцов, полагавший, что в документе заложено неправомерное объединение исполнительной и представительной власти под началом главы администрации Нижнего Новгорода. В это же время началась предвыборная борьба за пост мэра в 1994—1998 годах, переросшая в личностный конфликт Немцова и Беднякова. В результате Дмитрий Бедняков был отстранён от занимаемой должности указом Президента от 29 марта 1994 года. Правомерность этого указа оспаривалась, и в 1997 году он был пересмотрен и признан утратившим силу, однако это уже никак не сказалось на ситуации в городе.
1994—2001 — адвокат Нижегородской областной коллегии адвокатов.
1998—2002 — депутат Законодательного Собрания Нижегородской области II созыва.
2001—2002 — Председатель Законодательного Собрания Нижегородской области.
С апреля 2002 по июнь 2006 года был членом Совета Федерации от законодательного (представительного) органа государственной власти Нижегородской области. Полномочный представитель Совета Федерации в Высшем Арбитражном Суде Российской Федерации.
2007—2010 — советник Председателя Совета Федерации Российской Федерации.
2010—2015 — советник руководителя Федеральной службы по тарифам Российской Федерации.
С 2015 — советник Губернатора Нижегородской области.
С 2021 — депутат Законодательного Собрания Нижегородской области VII созыва.
Почётный гражданин Нижнего Новгорода (2022).